# Novoť
Novoť é um município da Eslováquia, situado no distrito de Námestovo, na região de Žilina. Tem 37,98 km² de área e sua população, em 2018, foi estimada em 3.634 habitantes.

## Demografia
| Ano:        | 1994 | 2004    | 2014    | 2024   |
| ----------- | ---- | ------- | ------- | ------ |
| Broj ljudi: | 2828 | 3158    | 3506    | 3818   |
| Razlika:    |      | +11,66% | +11,01% | +8,89% |

| Ano:               | 2023 | 2024   |
| ------------------ | ---- | ------ |
| Número de pessoas: | 3790 | 3818   |
| Diferença:         |      | +0,73% |